# Sumas
Sumas è una piccola città nella contea di Whatcom in Washington, Stati Uniti di 960 al censimento del 2000. 
Sumas si trova adiacente alla frontiera canadese e confina con la città di Abbotsford nella Columbia Britannica. È l'insediamento più a nord nello Stato di Washington e rappresenta l'area incorporata più a nord degli Stati Uniti continentali.